# تاگاز
تاگاز (روسی: ТагАЗ, Таганрогский автомобильный завод) شرکت خودروسازی روس بود، که در سال ۱۹۹۷ تأسیس شد و در سال ۲۰۱۴ منحل گردید.
تاگاز یک کارخانه مونتاژ خودرو واقع در تاگانروگ، روسیه بود. یکی از شرکت‌های وابسته، کارخانه کامیون‌سازی روستوف است.

## تاریخچه
ساخت کارخانه خودروسازی تاگانروگ در بهار ۱۹۹۷، تحت لیسانس و فناوری شرکت دوو موتورز کره جنوبی آغاز شد و به‌طور کامل توسط گروه مالی و صنعتی دان‌ایست تأمین مالی شد و حجم سرمایه‌گذاری آن از ۲۶۰ میلیون دلار آمریکا فراتر رفت. در سال ۱۹۹۸، دان‌ایست تولید آزمایشی نیمه‌تمام مدل‌های دوو لانوس و دوو نوبیرا را آغاز کرد.
از سال ۱۹۹۹ تا ۲۰۰۲، این شرکت مدل سیتروئن برلینگو ام‌کی ۱ را با نام اوریون ام مونتاژ می‌کرد.
در سال ۲۰۰۱، تولید هیوندای اکسنت را آغاز کرد، و در سال ۲۰۰۴ هیوندای سوناتا، در سال ۲۰۰۸ هیوندای النترا و در سال ۲۰۰۵ کامیون سبک هیوندای پورتر (نسل سوم) را به تولید رساند. در سال ۲۰۰۸، تولید هیوندای سانتافه را آغاز کرد. در بهار ۲۰۱۲، تولید مدل‌های هیوندای به پایان رسید.
در سال ۲۰۰۸، مونتاژ کیت‌های نیمه‌تمام وورتکس استینا (یک چری ای۵ با نام تجاری جدید) را آغاز کرد.
در سال ۲۰۱۰، تاگاز از ساخت سومین کارخانه تولید خودرو در بنگلادش با سرمایه‌گذاری اولیه ۲ میلیارد دلار خبر داد. به گفته مقامات تاگاز، تصمیم به ساخت خودرو در بنگلادش به دلیل هزینه‌های پایین نیروی کار و مزایای صادراتی آن با کشورهای همسایه و اروپا گرفته شده است. تاگاز قبلاً زمینی را در منطقه کیشورگانج خریداری کرده بود و قصد داشت اولین خودروی مونتاژ شده در آنجا را تا سال ۲۰۱۲ بفروشد.
در ژوئن ۲۰۱۱، این شرکت مونتاژ کیت‌های کامل تاگاز سی۱۰ (نسخه تغییر نام‌یافته جک توجوی) را آغاز کرد. در اکتبر ۲۰۱۱، تاگاز سی۱۹۰ (نسخه تغییر نام‌یافته جک رین) به خط تولید اضافه شد.
در یک مقطع، این شرکت به ظرفیت تولید همزمان تا ۲۰ مدل مختلف در تأسیسات خود رسید. در ۲۱ ژانویه ۲۰۱۴، این شرکت ورشکسته اعلام شد.